# Cinasa

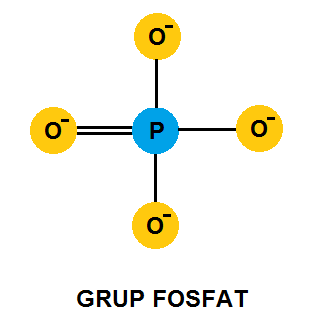
Estructura del grup fosfat

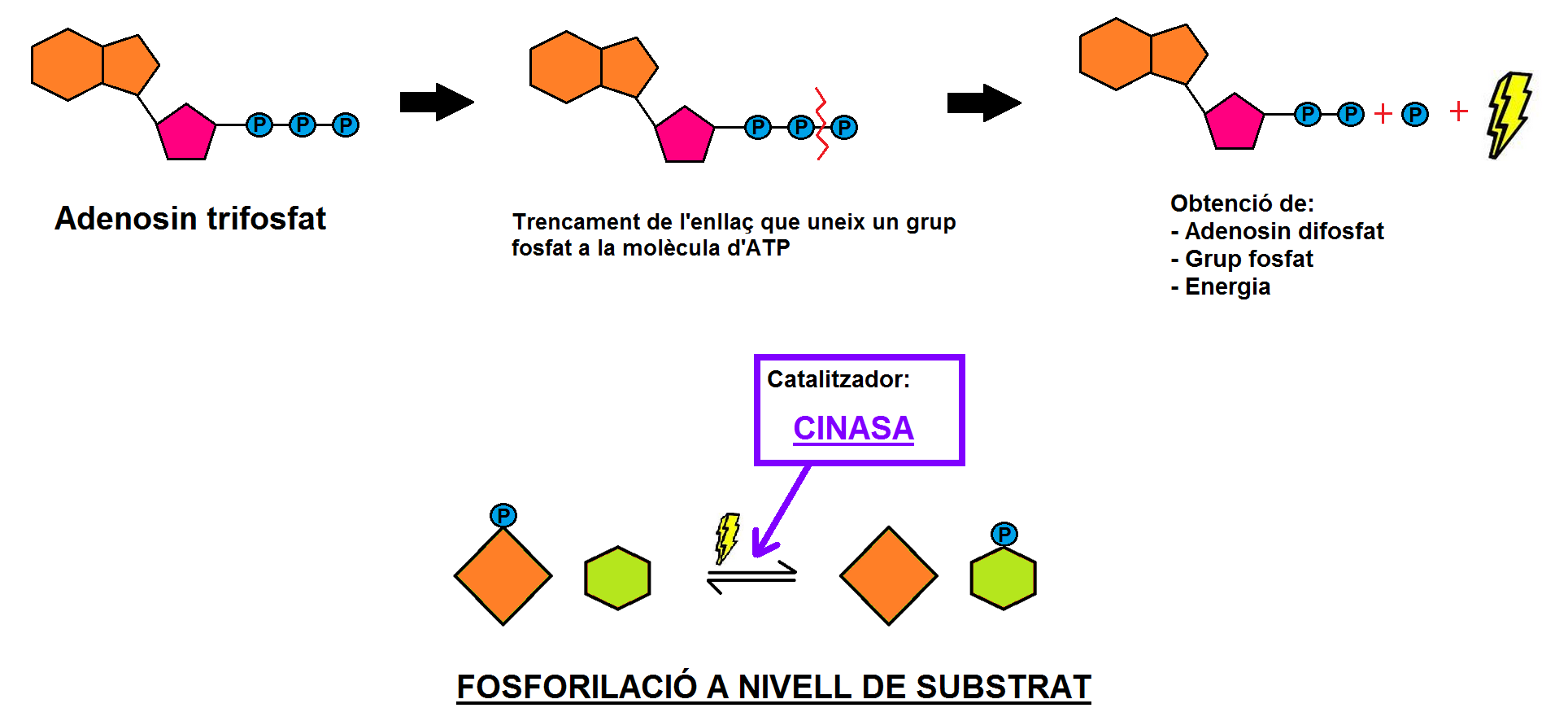
Esquema de la fosforilació

Les cinases són un gran grup d'enzims del tipus transferasa, que catalitzen la transferència dels grups fosfat, i per fer-ho necessiten un ió metàl·lic divalent com l'ió magnesi (Mg2+) o l'ió manganès (Mn2+).
La transferència de grups fosfat es fa per mitjà d'un procés anomenat fosforilació i queda resumit en la reacció següent:
Substrat + ATP → Substrat-(Pi) + ADP
Les cinases, doncs, s'encarreguen de catalitzar la fosforilació a nivell de substrat, procés en què l'energia utilitzada és aquella que s'allibera en trencar-se l'enllaç èster que uneix el grup fosfat i el donador de grups fosfat, que principalment és l'ATP.
Existeixen molts tipus diferents de cinases. El genoma humà conté, almenys, 500 gens que codifiquen cinases. Per això es diu que constitueixen una gran família d'enzims. Hi ha diverses classificacions possibles de les cinases, de les quals destaquen dues: segons el substrat específic sobre el qual actuen, i agrupant-les en «famílies».
Segons el substrat específic sobre el qual actuen, es classifiquem en dos grups: les que actuen sobre proteïnes (són les proteïnes-cinases, les més importants) i les que actuen sobre la resta de molècules, que generalment són menudes (lípids, glúcids, aminoàcids i nucleòtids).
Les famílies s'agrupen en diversos grups:
- Cinases convencionals (ePKs). Existeixen vuit famílies:
  - Grup AGC
  - Grup CAMK
  - Grup CMGC
  - Grup GK1
  - Grup RGC
  - Grup STE
  - Grup TK
  - Grup TKL
- Cinases atípiques (aPKs). Són bastant diferents a les convencionals, estructuralment parlant. Existeixen quatre famílies: 
  - Familia PDHK
  - Familia NDK
  - Familia PyK
  - Familia SAPPK

Generalment, el nom de les cinases depèn del substrat que fosforilen. Per exemple, en la fosforilació de la glucosa hi participa la glucocinasa i en la fosforilació d'una proteïna hi participa una proteïna-cinasa. Això no obstant, existeix un altre sistema més nou i sistemàtic per designar-les, el número EC (de l'anglès: “Enzyme Commission number”). Aquest número consta d'una sèrie de dígits cadascun dels quals té un significat diferent. En el cas de les cinases, el codi que les identifica comença pel número 2, que indica que són de la classe transferasa. El següent número és un 7, el qual indica que pertanyen a la subclasse fosfotransferasa. El tercer i el quart dígit varien en funció de l'àtom acceptor i de l'acceptor, respectivament.

## Nombre EC de les cinases
| 2.7.1     | Amb -CH-OH com acceptor              |
| --------- | ------------------------------------ |
| 2.7.1.1   | Hexocinasa                           |
| 2.7.1.3   | Cetohexocinasa                       |
| 2.7.1.6   | Galactocinasa                        |
| 2.7.1.11  | 6-fosfofructocinasa                  |
| 2.7.1.28  | Triocinasa (triosa-cinasa)           |
| 2.7.1.30  | Glicerol-cinasa                      |
| 2.7.1.32  | Colina-cinasa                        |
| 2.7.1.36  | Mevalonat-cinasa                     |
| 2.7.1.37  | Proteincinasa                        |
| 2.7.1.38  | Fosforilasa-cinasa                   |
| 2.7.1.39  | Homoserina-cinasa                    |
| 2.7.1.40  | Piruvat-cinasa                       |
| 2.7.1.67  | 1-fosfatidilinositol-4-cinasa        |
| 2.7.1.68  | 1-fosfatidilinositol-4-fosfat cinasa |
| 2.7.1.82  | Etanolamina-cinasa                   |
| 2.7.1.99  | Piruvatdeshidrogenasa-cinasa         |
| 2.7.1.105 | 6-fosfofructo-2-cinasa               |
| 2.7.1.112 | Proteïna tirosina-cinasa             |

| 2.7.2    | Amb -COOH com acceptor |
| -------- | ---------------------- |
| 2.7.2.3  | Fosfoglicerat-cinasa   |
| 2.7.2.4  | Aspartat-cinasa        |
| 2.7.2.8  | Acetilglutamat-cinasa  |
| 2.7.2.11 | Glutamat-5-cinasa      |

| 2.7.3   | Amb un grup nitrogenat com acceptor |
| ------- | ----------------------------------- |
| 2.7.3.2 | Creatincinasa                       |

| 2.7.4   | Amb un grup fosfat com acceptor |
| ------- | ------------------------------- |
| 2.7.4.2 | Fosfomevalonat-cinasa           |
| 2.7.4.3 | Adenilat-cinasa                 |
| 2.7.4.4 | Nucleòsid fosfat-cinasa         |
| 2.7.4.6 | Nucleòsid difosfat-cinasa       |

| 2.7.6   | Es transfereix un residu difosfat |
| ------- | --------------------------------- |
| 2.7.6.1 | Ribosa fosfat pirofosfocinasa     |

Atesa la gran quantitat de tipus de cinases, són uns enzims que realitzen una gran diversitat de funcions i controlen una gran extensió de reaccions, per la qual cosa es pot dir que la seva presència a l'organisme és vital.
La importància de les cinases a l'organisme recau en el fet que l'activitat de multitud d'enzims ve determinada per la modificació de la seva estructura basada en l'addició o l'extracció de grups fosfat. Per aquest motiu, l'activitat d'alguns enzims augmenta quan estan fosforilats, encara que en altres enzims passa tot el contrari, que la seva activitat disminueix. Les cinases, doncs, en el cas dels enzims l'activitat dels quals augmenta quan són fosforilats, faciliten processos molt diferents de gran rellevància per l'organisme. Per exemple, les propietats de moltes proteïnes reguladores i senyalitzadores difereix segons el grau de fosforilació, de manera que la fosforilació pot tenir com a conseqüència l'al·losterisme d'aquestes. 

En resum, les cinases tenen una importància significativa per diversos motius. En primer lloc, augmenten el nivell energètic de diferents compostos moleculars, transformant-los en metabòlicament actius. En segon lloc, provoquen la generació de molècules d'ATP i GTP en les vies metabòliques i, per acabar, modifiquen de forma covalent l'activitat dels enzims, convertint-se la fosforilació en un mecanisme general del control metabòlic a nivell molecular. Cal destacar també que les cinases tenen un paper rellevant en els processos de senyalització cel·lular.

## Classificació segons el substrat

### Proteïnes-cinases
Les proteïnes-cinasa són un tipus d'enzim cinasa que tenen com a substrat proteïnes, són reguladores de les funcions de la cèl·lula, i constitueixen una de les famílies genètiques més grans i més funcionals.
Actúen transferint un grup fosfat a la seva proteïna substrat específica, dirigint-ne l'activitat, localització i funció.
El genoma humà té uns 500 gens que es tradueixen per a proteïnes-cinasa, aproximadament un 2% del total del genoma humà. Les proteïnes-cinasa actúen sobre aproximadament el 30% de les proteïnes del nostre cos i en controlen la major part dels processos bioquímics.
Tenen un rol important en la salut, atès que hi ha unes 160 proteïnes-cinasa associades a malalties.
Podem trobar-les a les cèl·lules animals, vegetals i als bacteris.
Estructura Totes les proteïnes-cinasa tenen una estructura força semblant entre elles, constituïdes pel domini cinasa o domini catalític i pel domini regulador al qual se li afegeix el substrat específic de cada proteïna-cinasa.

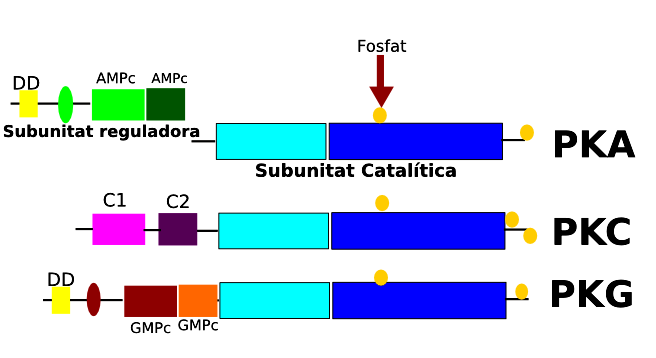
Subunitat reguladora i subunitat catalítica de diferents cinases.

El domini cinasa està format per seqüències d'aminoàcids molt semblants entre les proteïnes d'una mateixa família, hi pot haver seqüències addicionals dins del domini que seran les que permetran que cada cinasa reconegui específicament el conjunt de proteïnes que fosforila. També hi poden haver altres seqüències úniques que permetin que cada cinasa estigui regulada de forma diferent, de manera que pugui ser activada o inhibida en resposta a diferents senyals específics.
Dins del domini catalític o cinasa hi ha dos subdominis, el subdomini N-terminal (associat a unió de l'ATP)i el subdomini C-terminal (associat a la unió del pèptid).
Funció i funcionament bioquímic Els grups fosfats són molècules perfectes per a la modificació de la funció de les proteïnes: tenen una càrrega molt negativa i poden formar molts ponts d'hidrogen. Quan un grup fosfat s'uneix o s'elimina d'una proteïna aquesta modifica la seva forma i flexibilitat, fet que pot canviar la seva funció o pot permetre que una altra proteïna la reconegui.
Les proteïnes-cinasa s'utilitzen per adherir grups fosfat a altres proteïnes, s'encarreguen de transferir el fosfat terminal del ATP a un aminoàcid determinat de les seves proteïnes diana. Com ja hem dit abans, cada poteïna-cinasa té una proteïna substrat específica (ho veurem més endavant).
Regulació Com acabem de veure, l'addició de grups fosfat a una proteïna pot canviar totalment el seu funcionament i la seva forma, cosa que pot ser perillosa per a la cèl·lula si no es controla adequadament.
És per això que la cèl·lula té els seus propis mecanismes per a regular les cinases, per assegurar-se que realitzen l'adhesió de fosfats en el lloc i el moment adequats.
Aquesta regulació pot fer-se per fosforilació per altres proteïnes-cinasa; per reaccions en cascada en les que per a l'activació d'una proteïna-cinasa de funció important, abans s'han d'haver activat moltes altres proteïnes; per l'adhesió de proteïnes activadores o inhibidores; per la unió de petites molècules o pel control de la seva localització en la cèl·lula.

### Altres tipus de cinases
Són les cinases que actuen sobre substrats diferents a proteïnes. Aquests substrats poden ser:lípids, glúcids, aminoàcids i nucleòtids.

## Classificació en famílies
Existeixen les cinases convencionals (ePKs) i les cinases atípiques (aPKs). Les ePKs formen el grup més gran, de manera que es pot dividir en 8 subtipus o grups de famílies, cada un dels quals conté cinases amb seqüències semblants en els dominis catalítics, a més de semblances en la presència d'altres dominis i en els mètodes de regulació.

### Cinases convencionals
Dins el grup de cinases convencionals hi trobem els següents grups:

#### Grup AGC
Aquest grup de cinases, també conegudes com a AGUS (Atypical Glandular Cells of Undetermined Significance), es denominen així en medicina per tal de designar un dels possibles resultats d'una prova de citologia de cèrvix o prova del Papanicolau.
Aquest resultat en qüestió implica uns canvis a les cèl·lules glandulars que no són classificats específicament. L'existència d'AGC no implica malignitat, però cal un major seguiment de la pacient així com repetir la prova al cap d'uns sis mesos aproximadament per tal de dur a terme un estudi diagnòstic. Tot i això, s'ha vist que els casos d'AGC acaben sent alteracions benignes, tot i que si es comparen el grup de dones que tenen aquesta patologia amb la població femenina general, es pot veure que tenen més ric de patologia significativa i, per tant, requereixen més control sanitari.
El grup de cinases AGC inclou:
- La família nucleòtid cíclic dependent (PKA i PKG)
- La família de la proteïna-cinasa C
- La cinasa del receptor β-adrenèrgic (ARK)
- La família ribosòmica S6 i altres parents propers

Aquest conjunt de cinases es caracteritzen per una forta preferència per la fosforilació de residus Ser/Thr en les proximitats dels aminoàcids bàsics lisina i arginina.
A més d'això, la PKA, la PKG i les cinases S6 tenen residus bàsics en posicions específiques N-terminal al lloc acceptor de fosfat. Les PKC i les RAC tenen substrats amb residus bàsics en ambdós costats del lloc acceptor, i les cinases de receptors acoblats a la proteïna G (ARK i parents) divergeixen d'aquesta en el fet que prefereixen els residus de substrat sintètic dins d'un ambient àcid.
La família de proteïnes G es caracteritza per ser un conjunt de proteïnes que interaccionen amb la molècula de GTP (guanosina trifosfat) produint així la hidròlisi d'aquest nucleòtid a GDP (guanosina difosfat). En el cas de la fisiologia cel·lular, aquestes proteïnes actuen com a interruptors biològics mitjançant la transducció de senyals. Així doncs, a partir d'un estímul extern que capta el receptor cel·lular associat a la proteïna G, es desencadena una cascada d'activitats enzimàtiques amb respostes diverses.

#### Grup CAMK
Les cinases que formen part del grup CAMK es caracteritzen principalment en què la modulació de la seva activitat enzimàtica la porten a terme el calci i la calmodulina. És per això que la majoria de les que formen part d'aquest grup presenten la unió de Ca+2 o calmodulina a un petit domini C-terminal com a domini catalític.
La calmodulina (CaM) és una proteïna acídica intracel·lular que es localitza principalment al cervell i al cor i que s'expressa a totes les cèl·lules eucariotes. És un dels reguladors de la transducció del senyal de calci a la cèl·lula, ja que actua com a receptor del Ca+2. Això ho fa, ja que presenta quatre llocs d'unió amb molta afinitat per aquest ió. Aquesta unió, però, és sempre reversible. Aquesta proteïna s'associa a un gran nombre de proteïnes diferents i, mentre està unida a l'ió Ca+2, en modula les seves activitats. Això és el que succeeix quan es lliga amb la fosforilasa cinasa, una unió que té un paper molt important en el metabolisme energètic, ja que s'encarrega d'activar la glucòlisi.
Igual que succeeix amb el grup de les AGC, que estan estretament relacionats, les cinases del grup CAMK en general prefereixen substrats que contenen residus bàsics. Per posar un exemple, els enzims CaMK, MLCK, CDPK i l'AMPK actuen sobre substrats amb base de residus N-terminals per al lloc acceptor, mentre que els enzims EF2K i PHK prefereixen llocs on es troben residus bàsics a ambdós (N- i C- terminal al lloc acceptor).

#### Grup CMGC
El grup de les CMGC inclou les cinases dependents de ciclines (CDK), les proteïnes-cinases activades per mitògens (MAP cinases), les cinases de glucogen sintasa (CSK) i cinases CDK similars. Es tracta d'un grup gran i essencial de cinases que es troben a tots els eucariotes.

##### CDK
En el cas de les CDK, regulen la progressió de les diferents fases del cicle cel·lular gràcies a l'associació amb els seus socis d'activació, les ciclines. Estructuralment podríem dir que són heterodímers, ja que estan constituïts per la cinasa, que forma una subunitat, i la ciclina en qüestió, que forma l'altra subunitat.
Les ciclines són una família de proteïnes la funció de les quals, quan formen els complexos amb els enzims CDK, és fer que aquests activin la seva funció cinasa. Cada ciclina dona especificitat a la seva CDK, i permet la regulació de la seva activitat cinasa. Això ho fa principalment mitjançant proteòlisi que depèn primer de la ubiquitinació (marca per tal de ser degradades) i en segon lloc del seu transport cap al proteasoma (complex proteic que s'encarrega de degradar proteïnes). S'ha pogut veure que la concentració de ciclines varia al llarg del cicle cel·lular, i això implica que quan la concentració d'una determinada ciclina és baixa, la seva cinasa corresponent està inhibida i no realitza la seva funció. Alguns exemples d'aquests complexos que es formen són:
- La ciclina A s'uneix a la cinasa Cdk2 i la ciclina B a la cinasa Cdk1 i participen en la progressió de la fase S o de síntesi del cicle cel·lular.
- La ciclina D s'uneix a les cinases Cdk4 i Cdk6 de manera que aquests complexos indueixen el pas progressiu de la G1 a la fase S.
- La ciclina E s'uneix a la cinasa Cdk2 a la fase G1 del cicle cel·lular, ja que també és necessària per al pas de G1 a fase S.

És per això que la progressió dels tumors s'associen freqüentment amb alteracions genètiques o epigenètiques en les CDK.

##### MAP cinases
Les MAP cinases van ser descobertes durant la dècada dels 80 i, juntament amb les seves cinases fosforitzants ascendents immediates, es troben entre les molècules de transducció de senyals més estudiades. Aquestes tenen un paper clau en la regulació de molts processos cel·lulars. A més d'això, les cascades de MAP cinasa participen en el control de decisions de destí cel·lular com ara la proliferació, la diferenciació i la mort cel·lular.
En mamífers, s'han identificat tres grups principals de MAP cinases: la cinasa senyal relacionada amb l'espai extracel·lular (ERK), la cascada JNK i la cascada p38 MAP. El primer tipus és estimulat per senyals relacionats amb el creixement, mentre els altres dos són activats per una varietat d'estímuls d'estrès. En el cas de l'ERK, està implicada en la plasticitat neuronal de llarga durada, incloent la potenciació a llarg termini i la consolidació de la memòria.

##### GSK3
El tipus GSK3, inicialment descrit com un enzim clau implicat en el metabolisme del glicogen, ara també se sap que regula una gran diversitat de funcions. Una d'aquestes funcions és ser un component ben establert de la via Wnt, essencial per a l'establiment de tot el patró del cos durant el desenvolupament embrionari. La seva especificitat de substrat és inusual, ja que la fosforilació eficaç de molts dels seus substrats requereix la presència d'un altre residu fosforitzat òptimament situat a quatre residus d'aminoàcids C-terminal al lloc de fosforilació de GSK3.

#### Grup CK1
El grup de les CK1 és específic de les caseïna-cinasa (caseïna com a substrat per l'activitat cinasa). Representen un grup petit però essencial de ePKs, i es troben en tots els eucariotes.
Les CK1 dels mamífers fan la fosforilació a molts substrats diferents, com són algunes proteïnes reguladores importants que participen en el control de la diferenciació cel·lular, la proliferació, la segregació dels cromosomes i també els ritmes circadians. A més d'això, la desregulació i la introducció de mutacions a les seqüències de les CK1 s'han relacionat amb el càncer, amb les malalties neurodegeneratives, com la malaltia d'Alzheimer o el Parkinson, i amb els trastorns del son.
L'activitat d'aquest grup és modulada per estímuls extracel·lulars, per la interacció amb diverses estructures cel·lulars i proteïnes i segons la localització subcel·lular de les mateixes CK1. A més d'això, també la determinen l'autofosforilació i l'escissió proteolítica dels propis dominis reguladors C-terminals de la cinasa en qüestió.

#### Grup RGC
El grup de les RGC engloba els receptors de guanilat ciclases. Es tracta d'un grup petit de cinases convencionals que tenen seqüència similar a la del grup de les TK. Les RGC s'han trobat en metazous, però no en fongs ni tampoc plantes ni protistes.
Aquest grup presenta una innovació enfront de la resta d'enzims que formen la superfamília de cinases, ja que el domini del fotoreceptor de membrana de guanilat ciclasa té Mg+2, cosa que fa que l'activitat d'aquestes cinases depengui de l'autofosforilació de la serina. A més d'això, les seves activitats de cinasa no es veuen afectades pel Ca+2 ni per nucleòtids cíclics, però són inhibides per altes concentracions d'estaurosporina. Aquestes propietats no són pròpies d'aquest grup, de manera que altre cinases de serina/treonina no les presenten.

#### Grup STE
El grup de les STE inclou moltes proteïnes-cinases implicades en cascades de MAP cinasa. Cal dir que les proteïnes-cinases activades per mitògens (MAP cinases, grup CMGC) juguen el paper central en la transducció de diversos senyals extra i intracel·lulars.
El funcionament d'una cascada MAP cinasa és com una cascada de xarxes que es resumeix de la següent manera: una cinasa MAPKK (MAPKKK) activa a una cinasa MAPK (MAPKK), que al seu torn activa una cinasa MAP (MAPK) la qual es fosforitza. S'ha vist que anormalitats en aquestes cascades poden estar relacionades amb les transformacions oncogèniques.
En el cas de les plantes, les MAP cinases s'organitzen en una xarxa complexa que permet la transmissió eficient dels estímuls específics. A més, se sap que la senyalització per a les respostes de la divisió cel·lular i l'estrès també està intervinguda a través de les MAP cinases, així com molts altres processos.

#### Grup TK
El grup cinases TK engloba totes les tirosina-cinases.
En els metazous, la fosforilació de la tirosina té un paper essencial en la transducció de senyals tant intercel·lulars com intracel·lulars (desenvolupament d'òrgans, homeòstasi del teixit, control de la transcripció, decisions proliferatives sobre la diferenciació, la forma i la mortalitat cel·lular). És per això que anomalies en la fosforilació de la tirosina estan estretament relacionades amb la transformació oncogènica.
Les cinases que pertanyen a aquest grup fosforitzen específicament els residus de tirosina, i és això el que els fa diferents de la resta de cinases d'altres grups les quals presenten doble especificitat i poden fosforitzar tant serina/treonina com també tirosina.
Se sap el paper que juguen moltes d'aquestes cinases TK en el cas dels metazous. Un exemple és que algunes TK són proto-oncogens, com és el cas de la cinasa Abelson (c-Abl), que s'activa constitutivament quan ha estat translocada al locus genètic de la regió de trencament de conglomerats (que condueix el gen de fusió BCR/ABL), formant així l'esdeveniment patogen pel desenvolupament de la leucèmia mieloide crònica (LMC).
Altres TK són part de cascades de senyalització senzilles però importants (com les cinases JAK a la via de JAK-STAT), o són importants també per a l'homeòstasi de la glucosa a la sang (receptor d'insulina) i per al desenvolupament embrionari o manteniment de les cèl·lules mare (receptors del factor de creixement epidèrmic i vascular).

#### Grup TKL
Aquest grup de cinases és concret de les proteïnes del tipus tirosina-cinases, com són les proteïnes serina-treonina. Les TKL les trobem molt presents en metazous, també en protistes i en els organismes fotosintètics (representen el major grup de cinases de les plantes on poden arribar a representar el 80% de cinases), però són pràcticament nul·les en els fongs.
En el cas dels animals, les TKL estan relacionades amb vies de senyalització importants de manera que exerceixen papers fonamentals. Un exemple són les MLK (Mixed Lineage Kinases), que són responsables de l'activació de les vies d'apoptosi implicades en la patogènesi de la malaltia del Parkinson.

### Cinases atípiques
Les proteïnes-cinases atípiques (aPK) formen un grup el qual està dividit en diverses categories estructurals, on hi apareixen diverses subcategories. Totes les aPKs no tenen una seqüència semblant a la ePK (s'ha fet utilitzant el perfil HMM), però ha estat demostrat experimentalment que tenen activitat de la proteïna-cinasa o que són homòlegs d'altres aPKs. Totes les aPK eucariotes són petites, i la majoria només tenen una sola cadena d'aminoàcids (estructura terciària). Altres famílies aPK han estat descobertes mitjançant mètodes bioquímics, però com que la majoria són petites, la majoria de les cinases descobertes són ePK, és improbable que noves proteïnes-cinases atípiques siguin descobertes. Per contra, alguna d'aquestes aPKs podrien ser falses descobertes i demostrar-se la seva no-existència i que l'activitat que es creu que realitzen no és la correcta.

#### Hòmolegs estructurals de ePKs
Diverses cinases prèviament definides com a atípiques ara mateix se sap que comparteixen un mecanisme igual que el de plegat i catalitzador PKL com ePKs (cinases específiques). Aquests han estat classificats altra vegada com un nou grup, que s'anomena PKL.

#### Homòlegs estructurals d'altres enzims cinasa

##### PDHK: (Pyruvate Dehydrogenase Kinases) cinases piruvat deshidrogenasa
Aquesta família de cinases mitocondrials conté un domini que és similar a la histidina de cinases procariotes, però s'ha demostrat bioquímicament que la seva funció és de fosforilar serina en lloc d'histidina. Les estructures cristal·lines confirmen que el plec de domini PDHK és similar a la d'histidina-cinases, diferents de la EPEls 
Les cinases piruvat deshidrogenasa són reguladors del metabolisme mitocondrial. Fosforilen i inactiven les subunitats E1 de les piruvat deshidrogenases i inhibeixen l'àcid cítric (TCA, del cicle de Krebs). Es relacionen amb les cinases histidines trobades als bacteris i eucariotes, però fosforilen la serina i no pas la histidina o espartina..

##### NDK: (Nucleoside Diphosphate Kinases) cinases nucleòsid difosfat
Les cinases nucleòsid difosfat (NDK o NDPK) fan servir l'ATP per transferir un grup fosfat a un altre nucleòsid difosfat, tot fent servir una fosfo-histidina intermèdia. Un de cada 9 NDKs dels éssers humans té una activitat de proteïna-cinasa com aquesta, i aquesta activitat també la tenen membres de la Drosophila, Neurospora, Paramecium i pea.
Aquesta família és universal en eucariotes, i és més coneguda per fosforilar nucleòsids difosfats a nucleòsids trifosfats. NDKs fant servir una fosfo-histidina intermèdia durant la catàlisi.

##### PyK: piruvat-cinasa
El piruvat-cinasa humana M2 (PKM2) fosforila ADP en un pas clau de la glucòlisi. Troballes recents indiquen que PKM2 també té activitat de proteïna tirosina-cinasa, i, possiblement, l'activitat histidina-cinasa que està lligat a la regulació de la proliferació cel·lular en el càncer. Per tant, la investigació en PyK pot ser clau en el futur, per a descobriments mèdics per a poder trobar una cura al càncer. No hi ha cap altra piruvat-cinasa que s'ha implicat com una proteïna-cinasa. La PK ajuda al pas final de la glicòlisi, fosforilitzant l'ADP a ATP (al contrari que la majoria de cinases) mentre desfosforila el PEP (fosfoenolpiruvat) a piruvat. Aquesta és la funció principal, hi ha altres funcions.

##### SAPPK: (Structurally Atypical Putative Protein Kinases)
Diverses proteïnes han mostrat que l'activitat bioquímica és de proteinformat de la proteïna-cinasa activitat bioquímica però no són membres de cap coneguda vegades cinasa o tenir un mecanisme conegut de phosphotransfer. La majoria tenen només un o uns pocs documents que recolzen la seva activitat cinasa. Atès que algunes de les proteïnes (vegeu més avall) ara creu que són no- cinases, tot i l'evidència inicial de suport, és possible que moltes d'aquestes proteïnes no són cinases de bona fe, però poden unir-se fortament a altres cinases i així mostrar l'activitat. Molts són coneguts per autofosforilar-se però no transphosphorylate, cosa que suggereix que si són cinases, tenen un rang de substrat limitada.